# Bruno Martelotto
Bruno Sebastián Martelotto (San Francisco, Córdoba, Argentina; 11 de marzo de 1982) es un exfutbolista argentino. Dirigió a Sportivo Belgrano, Alumni e Instituto de Córdoba en la Primera División Argentina. Además, fue ayudante de campo en Guaireña y Godoy Cruz. Actualmente se encuentra como entrenador de la Reserva de Instituto Atlético Central Córdoba.

## Clubes
| Club                 | País      | Año       |
| -------------------- | --------- | --------- |
| Penang Islanders     | Malasia   | 2003      |
| MPPJ Selangor FC     | Malasia   | 2003-2005 |
| Sportivo Belgrano    | Argentina | 2005-2006 |
| Deportes Antofagasta | Chile     | 2007      |
| Ñublense             | Chile     | 2008      |
| AO Kavala            | Grecia    | 2009      |
| Panaitolikos FC      | Grecia    | 2009-2010 |
| San Martín San Juan  | Argentina | 2010      |
| Santiago Morning     | Chile     | 2011      |
| ATM FA               | Malasia   | 2012-2013 |

## Palmarés

### Campeonatos nacionales
| Título                   | Club             | País    | Año  |
| ------------------------ | ---------------- | ------- | ---- |
| Malaysia Cup             | MPPJ Selangor FC | Malasia | 2003 |
| Malaysia Premier League  | MPPJ Selangor FC | Malasia | 2004 |
| Sultan of Selangor's Cup | MPPJ Selangor FC | Malasia | 2004 |
| Malaysia Premier League  | ATM FA           | Malasia | 2012 |
| Malaysia Cup             | ATM FA           | Malasia | 2012 |